# ISO 1
ISO 1 je mezinárodní standard ISO, který určuje jako standardní referenční teplotu pro geometrické požadavky na výrobky 20 °C, tj. 293,15 K a 68 °F. Kvůli teplotní roztažnosti musí být přesná měření délky prováděna při definované teplotě. ISO 1 takovou referenční teplotu standardizuje.
V Česku byl standard převzat jako norma ČSN EN ISO 1 (01 4110), Geometrické specifikace produktu (GPS) – Referenční teplota pro specifikace geometrických a rozměrových vlastností (ve starší verzi Geometrické požadavky na výrobky (GPS) – Referenční teplota pro geometrické požadavky na výrobky a jejich ověřování).

## Historie
Při vytvoření definice metru pomocí prototypu v roce 1889 bylo určeno, že se délka prototypu měří při „teplotě tání ledu“, tedy 0 °C. Tato referenční teplota má však mnoho praktických nedostatků: je nepohodlná pro člověka, je zpravidla nižší než rosný bod, což způsobuje nutnost nějak řešit kondenzaci. Dalším problémem je, že se výrobky zpravidla vyrábějí při vyšší teplotě a pokud jsou dvě součástky, jejichž délka byla přesně změřena při teplotě 0 °C, sestavovány při teplotě vyšší, způsobí odlišný koeficient teplotní roztažnosti materiálů, ze kterých jsou součástky vyrobeny, vzájemný rozdíl ve velikosti a součástky nemusí být možno ani sestavit. „Teplota tání ledu“ byla však v době vzniku prototypu metru prakticky jedinou použitelnou referenční teplotou, která byla reprodukovatelná s dostatečnou přesností.
V praxi se proto začaly používat různé jiné referenční teploty, např. 62 °F, 25 °C či 20 °C. Postupně rostly snahy o mezinárodní sjednocení referenční teploty, které vyústily ve volbu hodnoty 20 °C, mezi jejíž výhody patří i to, že je vyjádřena celým číslem jak v Celsiově, tak Fahrenheitově stupnici (68 °F).
Formálně byla referenční teplota 20 °C jednomyslně přijata 15. dubna 1931 na setkání Mezinárodního výboru pro míry a váhy. V roce 1951 se pak stala doporučením ISO s číslem 1.
Od té doby se sice vyskytlo několik návrhů na změnu referenční teploty, ale kvůli obrovským nákladům na provedení takové změny je nepravděpodobné, že by k nějaké úpravě došlo.